# Cojocna
Cojocna (deutsch Salzgrub, ungarisch Kolozs) ist eine Gemeinde im Kreis Cluj in der Region Siebenbürgen in Rumänien.